# Tragedy (banda)
Tragedy es una banda de hardcore punk formada en el año 1998 en Memphis, Tennessee, radicados actualmente en Portland, Oregón.

## Historia
Tragedy es una banda Crust Punk estadounidense nacida en el año 2000 y formada de las cenizas de las bandas Crust His Hero is Gone y Deathreat.
Tragedy está influenciada por pinoneras bandas de Hardcore Punk y D-beat como Discharge. Y también se inspiran en bandas japonesas como Death Side.
Su sonido se caracteriza por un rápido y agresivo Hardcore Punk mezclado con interludios melódicos a lo largo de los temas. Su sonido podría compararse con sus contemporáneas bandas From Ashes Rise, Severed Head of State y Remains of the Day. Todas juntas han creado un sonido particular dentro del Crust Punk.
Las producciones de Tragedy han contado con una notable aceptación dentro de la escena DIY y han impactado considerablemente en la popularidad del Crust Punk. También son considerados como pioneros dentro del llamado Neocrust.

## Integrantes
- Todd Burdette - guitarra, voz (1999-presente) (también en Deathreat, Severed Head of State, Trauma, Warcry, Copout, Rueben James, His Hero is Gone, Funeral y Call The Police)
- Yannick Lorrain - guitarra (1999-presente) - (anteriormente en His Hero Is Gone, Union of Uranus y Double Think)
- Billy Davis - bajo, voz (1999-presente) - (también en Deathreat y Trauma, anteriormente en Face Down, From Ashes Rise y Copout)
- Paul Burdette - batería (1999-presente) (también en Deathreat y Criminal Damage, anteriormente en His Hero is Gone, Face Down, Rueben James, Call the Police y Well Away)

## Discografía
| Fecha de lanzamiento | Título                 | Sello Discográfico |
| 2000                 | Tragedy                | Tragedy Records    |
| 2001                 | Tragedy                | Skuld Releases     |
| 2002                 | Can We Call This Life? | Tragedy Records    |
| 2002                 | Vengeance              | Tragedy Records    |
| 2003                 | Vengeance              | Skuld Releases     |
| 2003                 | Split 7" con Totalitär | Armageddon Label   |
| 2004                 | UK 2004 Tour EP        | Tragedy Records    |
| 2006                 | Nerve Damage           | Tragedy Records    |
| 2012                 | Darker Days Ahead      | Tragedy Records    |
| 2018                 | Fury                   | Tragedy Records    |